# Racquel Darrian
Kelly Jackson, més coneguda pel seu nom artístic Racquel Darrian (Hutchinson, Kansas; 21 de juliol de 1968) és una ex-actriu pornogràfica estatunidenca.

## Biografia
Es va mudar a Califòrnia amb la seva família quan tenia set anys. Va començar la seva carrera com a model de nus amb sessions de fotos lèsbiques. Quan va passar a les pel·lícules pornogràfiques, al principi només realitzava escenes de sexe amb noies. Quan les ofertes van augmentar perquè comencés a rodar escenes heterosexuals, va començar a treballar amb Derrick Lane (Bradley Gerig, amb qui es va casar en 1994). Racquel va signar un contracte exclusiu amb la productora Vivid Video. Al final, cansada de treballar solament amb Derrick Lane, va decidir treballar amb altres homes. Finalment, Racquel i Derrick es van divorciar.
Racquel ha aparegut en revistes com Penthouse i Playboy. Va ser Penthouse Pets del mes d'octubre de 1990 i en 1996 va aparèixer al pictorial Strippers de Playboy.
Racquel ha aparegut també en nombrosos escenes de sol, escenes lèsbiques, heterosexuals i de sexe en grup i en reportatges en la revista Velvet entre 1990 i 2002 (inclusivament almenys 20 aparicions en la portada) incloent diverses aparicions en pàgines centrals i pòsters, així com una secció anomenada Dear Racquel en la qual els fans li escrivien cartes a les que contestava.
Després es va traslladar a Las Vegas i va treballar com a ballarina en un club de strip tease.

## Filmografia selecta
- 1989 : Girls Who Dig Girls 20
- 1990 : Backdoor to Hollywood 13
- 1991 : No Boys Allowed
- 1992 : Lez Be Friends
- 1993 : Where the Boys Aren't 5
- 1994 : Revenge of Bonnie and Clyde
- 1995 : Cloud 9
- 1996 : Luna Chick
- 1997 : Twice in a Lifetime
- 1998 : Original Sin
- 1999 : Deep in the Canyon
- 2000 : Best of the Vivid Girls 30
- 2001 : Deep Inside Racquel Darrian
- 2002 : Ultimate Racquel Darrian
- 2003 : Aqua Pussy
- 2004 : Ho'down Lickdown
- 2005 : Strap-On Janine
- 2006 : Girl Of The Month - Nikki Tyler
- 2008 : Star 69: Strap Ons
- 2016 : Dirty DDD Christy Canyon

## Premis
- 2003 - Saló de la fama d'AVN[2]
- AVN Best Tease Performance 1993 per Bonnie and Clyde[3]